# Кан Гымсон
Кан Гымсон (кор. 강금성, р.1 мая 1998) — северокорейский борец вольного стиля, чемпион Азии, призёр Азиатских игр.

## Биография
Родился в 1998 году. В 2018 году стал чемпионом Азии и завоевал серебряную медаль Азиатских игр.